# Schizomavella cristata
Schizomavella cristata är en mossdjursart som först beskrevs av Walter Douglas Hincks 1879.  Schizomavella cristata ingår i släktet Schizomavella och familjen Bitectiporidae. Inga underarter finns listade i Catalogue of Life.